# 光周性
光周性（こうしゅうせい）とは、昼の長さ（明期）と夜の長さ（暗期）の変化に応じて生物が示す現象である。北半球では、昼の長さ（日長）は夏至で最長となり、冬至で最短となる。生物は、このような日長変化を感知することで、季節に応じた年周期的な反応を行うと考えられている。

## 発見
光周性は、1920年にガーナー(Garner)(米)とアラード(Allard)(米)によって発見された。彼らは、同じダイズの種子を少しずつ時期をずらして蒔いたところ、それぞれ生育期間が異なるにもかかわらず、どの個体もほぼ同じ時期に花を咲かせることに気づいた。このことから、花芽の形成時期を制御している条件が、土壌の栄養状態や空気中の二酸化炭素濃度などではなく、日照時間（正確には明期の長さではなく暗期の長さ）であることを発見し、Photoperiodic Response （光周期的反応）としたのである。

## 機構
日長の変化が動植物のホルモン生成と分泌に影響して生じると考えられている。

## 例
動物・植物を問わず、多くの生物で光周性が認められる。動物では渡りや回遊、生殖腺の発達、休眠、毛変わりなど、植物では花芽の形成、塊根・塊茎の形成、落葉、休眠などが光周性によって支配されている。中でも花芽の形成と光周性の関係については最も研究が進んでおり、有名である。
なお、動物の夜行性・昼行性やオジギソウの葉の開閉などの、一日を単位とする周期的反応は日周性と呼ばれ、生物の体内時計による。

## なぜ日長を用いるのか
年周期的に変化する外的要因には、日長のほかに気温があるが、気温は日長に比べて不安定な要因であり、日によってはしばしば一か月前や後の平均気温を示すこともめずらしくない。したがって、気温の変化によって花芽の形成や落葉などの時期が決定されてしまうと、季節はずれの時期に花が咲いたり、葉が落ちたりしてしまうことになりかねない。生物の年周期的な反応は、花芽の形成にしろ生殖腺の発達にしろ、生存上重要なものが多い。

## 光周性による分類
光周性にもいくつかの種類があるため、これを用いて生物を分類することがある。

### 長日植物
一日の日長が一定時間（限界日長）より長くならないと反応が起きないことを長日性といい、花芽の形成が長日性である植物のこと。（正しくは、長日植物とは、連続した暗期が一定時間（限界暗期）より短くなると花芽が形成される植物のことである。）
例としてアブラナ、ホウレンソウ、コムギなどが挙げられる。

### 短日植物
一日の日長が一定時間（限界日長）より短くならないと反応が起きないことを短日性といい、花芽の形成が短日性である植物のこと。（正しくは、短日植物とは、連続した暗期が一定時間（限界暗期）より長くなると花芽が形成される植物のことである。）
例としてアサガオ、キク、オナモミ、コスモスなどが挙げられる。

### 中性植物
一日の日長（暗期）と反応が無関係であることを中性といい、花芽の形成が中性である植物を中性植物という。例としてトウモロコシ、キュウリ、トマト、エンドウなどが挙げられる。

## 長日処理・短日処理
人工的な照明で明期を長くする（暗期を短くする）ことで花芽形成を遅らせることを長日処理といい、電照菊などに応用されている。
また、太陽光を遮断し、暗期を長くすることで花芽形成を促進することを短日処理という。